# Castillo Serrallés
El Castillo Serrallés es una  mansión (o cortijo) de la ciudad de Ponce, Puerto Rico. El edificio fue mandado construir, en la década de los años treinta, por Juan Eugenio Serrallés, hijo de Juan Serrallés, comerciante y empresario fundador de la destilería Serrallés. Hoy día, el castillo es un museo con información sobre la industria de la caña de azúcar y su impacto en la economía de Puerto Rico.

## Construcción
El castillo fue diseñado por un arquitecto local, Pedro Adolfo de Castro y Besosa, usando el estilo del Resurgimiento Español. Está ubicado en una colina al norte de la ciudad de Ponce, concocida como Cerro El Vigía. Cuenta con dos enormes terrazas, una fuente interior, y un jardín simétrico. En su interior hay un lujoso salón, un enorme comedor, y un patio interior, además de múltiples habitaciones y otros cuartos.